# Tonisch-klonischer Krampfanfall
Ein tonisch-klonischer Krampfanfall ist eine Serie sich wiederholender Krämpfe der Körpermuskulatur, in aller Regel verbunden mit einem Bewusstseinsverlust. Auslöser sind synchrone Entladungen (Depolarisationen) von Nervenzellen des Gehirns.
Früher wurde auch die inzwischen veraltete Bezeichnung Konvulsion verwendet (von lateinisch convellere „losreißen“, „erschüttern“).